# Irkutsk
Irkutsk (în rusă Иркутск) este un oraș din regiunea Irkutsk, Federația Rusă. Situat pe cursul râului Angara care își are obârșia în lacul Baikal și pe traseul căii ferate Transsiberiene, orașul are o populație de 593.604 locuitori.

## Istoric
Localitatea a luat naștere din fortul cazac „Ostrog”, care fusese întemeiat pe malul râului Angara în 1661 d.C. de conducătorul cazac Iakov Pohabov. Numele „Irkutsk” datează din 1684, cu tot cu drepturile unui oraș, iar în 1760 este legat printr-un drum militar și comercial de Moscova și Vladivostok. Orașul se dezvoltă prin comerțul cu China cu blănuri, metale prețioase, diamante și pește, dezvoltarea culturală a regiunii se datorează în mare parte deportaților politici ruși. În decembrie 1825 are loc o revoltă a nobililor ruși (dekabriști) în timpul țarului Nikolai I, nobili care vor fi deportați în Siberia, o mare parte din ei vor ajunge în Irkutsk.
În anul 1879 un incendiu distruge trei sferturi din oraș (4.000 de case de lemn). După incendiu, s-au construit case și din cărămidă sau piatră. În anii 1784-1797 a fost construit un teatru, în 1896 orașul are străzile iluminate electric și este legat la rețeaua telefonică, iar în august 1898 a fost terminată o gară de cale ferată. Cu toate că străzile încă nu sunt pavate și apa de canal curge în șanțuri neacoperite, Irkutsk va fi numit prin anul 1900 „Parisul Siberiei”.
În timpul regimului comunist se intensifică procesul de industrializare a orașului, construindu-se pe Angara barajul Irkutsk (1950-1959) și adâncirea pentru navigație a albiei fluviilor Angara și Enisei.

## Geografie
Orașul este situat la circa 70 km distanță  de partea sud-vestică a lacului Baikal. La est de oraș se întind Munții Baikal, iar la sud-vest partea estică din Munții Saian. Râul Angara curge la marginea sudică a orașului spre barajul Irkutsk.

## Clima
| Date climatice pentru Irkutsk (1981-2010) | Date climatice pentru Irkutsk (1981-2010) | Date climatice pentru Irkutsk (1981-2010) | Date climatice pentru Irkutsk (1981-2010) | Date climatice pentru Irkutsk (1981-2010) | Date climatice pentru Irkutsk (1981-2010) | Date climatice pentru Irkutsk (1981-2010) | Date climatice pentru Irkutsk (1981-2010) | Date climatice pentru Irkutsk (1981-2010) | Date climatice pentru Irkutsk (1981-2010) | Date climatice pentru Irkutsk (1981-2010) | Date climatice pentru Irkutsk (1981-2010) | Date climatice pentru Irkutsk (1981-2010) | Date climatice pentru Irkutsk (1981-2010) |
| Luna                                      | Ian                                       | Feb                                       | Mar                                       | Apr                                       | Mai                                       | Iun                                       | Iul                                       | Aug                                       | Sep                                       | Oct                                       | Nov                                       | Dec                                       | Anual                                     |
| ----------------------------------------- | ----------------------------------------- | ----------------------------------------- | ----------------------------------------- | ----------------------------------------- | ----------------------------------------- | ----------------------------------------- | ----------------------------------------- | ----------------------------------------- | ----------------------------------------- | ----------------------------------------- | ----------------------------------------- | ----------------------------------------- | ----------------------------------------- |
| Maxima medie °C (°F)                      | −12.9 (8,8)                               | −7.9 (17,8)                               | 0.3 (32,5)                                | 9.4 (48,9)                                | 18.0 (64,4)                               | 22.7 (72,9)                               | 24.8 (76,6)                               | 22.1 (71,8)                               | 15.7 (60,3)                               | 7.7 (45,9)                                | −2.8 (27)                                 | −10.6 (12,9)                              | 7,2 (45)                                  |
| Media zilnică °C (°F)                     | −17.9 (−0.2)                              | −14.6 (5,7)                               | −6.5 (20,3)                               | 2.5 (36,5)                                | 10.2 (50,4)                               | 15.4 (59,7)                               | 18.2 (64,8)                               | 15.8 (60,4)                               | 9.1 (48,4)                                | 1.7 (35,1)                                | −7.7 (18,1)                               | −15.4 (4,3)                               | 0,9 (33,6)                                |
| Minima medie °C (°F)                      | −22 (−8)                                  | −19.8 (−3.6)                              | −12.3 (9,9)                               | −2.9 (26,8)                               | 3.4 (38,1)                                | 9.2 (48,6)                                | 12.9 (55,2)                               | 10.8 (51,4)                               | 4.2 (39,6)                                | −2.7 (27,1)                               | −11.8 (10,8)                              | −19.3 (−2.7)                              | −4,2 (24,4)                               |
| Minima istorică °C (°F)                   | −49.7 (−57.5)                             | −44.7 (−48.5)                             | −37.3 (−35.1)                             | −31.8 (−25.2)                             | −14.3 (6,3)                               | −6 (21)                                   | 0.4 (32,7)                                | −2.7 (27,1)                               | −11.9 (10,6)                              | −30.5 (−22.9)                             | −40.4 (−40.7)                             | −46.3 (−51.3)                             | −49,7 (−57,5)                             |
| Precipitații mm (inches)                  | 14 (0.55)                                 | 7 (0.28)                                  | 12 (0.47)                                 | 18 (0.71)                                 | 35 (1.38)                                 | 75 (2.95)                                 | 113 (4.45)                                | 93 (3.66)                                 | 51 (2.01)                                 | 22 (0.87)                                 | 20 (0.79)                                 | 17 (0.67)                                 | 477 (18,78)                               |
| Umiditate [%]                             | 82                                        | 75                                        | 65                                        | 57                                        | 55                                        | 67                                        | 75                                        | 78                                        | 77                                        | 73                                        | 79                                        | 84                                        | 72                                        |
| Ore însorite                              | 93.0                                      | 140.0                                     | 207.7                                     | 222.0                                     | 266.6                                     | 264.0                                     | 241.8                                     | 217.0                                     | 183.0                                     | 151.9                                     | 93.0                                      | 62.0                                      | 2.142                                     |
| Sursa nr. 1: Pogoda.ru.net                |                                           |                                           |                                           |                                           |                                           |                                           |                                           |                                           |                                           |                                           |                                           |                                           |                                           |
| Sursa nr. 2: HKO                          |                                           |                                           |                                           |                                           |                                           |                                           |                                           |                                           |                                           |                                           |                                           |                                           |                                           |